# Cold War (film)
Cold War (Polsk: Zimna wojna) er en polsk dramafilm fra 2018, instrueret af Paweł Pawlikowski. Den foregår under den kolde krig i Polen.
Filmen var nomineret for 3 Oscars, blandt andet for bedste internationale film.[kilde mangler]